# Apamea cinefacta
Apamea cinefacta là một loài bướm đêm trong họ Noctuidae.